# Ve službách zla
Ve službách zla je detektivní román z roku 2015, který napsala Joanne Rowlingová pod pseudonymem Robert Galbraith. Jde o její třetí román ze série detektivních románů o Cormoranu Strikovi. Po něm následují romány Smrtící bílá (anglicky v roce 2018), Neklidná krev (anglicky v roce 2020) a Černočerné srdce (anglicky v roce 2022).

## Děj
Robin Ellacottová, asistentka Cormorana Strika, se stává vyšetřovatelkou na plný úvazek. Jednoho dne jí přijde zásilka, v níž najde uříznutou nohu ženy a vzkaz s citací písně Blue Öyster Cult „Mistress of the Salmon Salt (Quicklime Girl)“. Strike usoudí, že balíček poslal někdo z jeho minulosti, protože píseň, na kterou citace odkazuje, byla oblíbenou písní jeho zesnulé matky Ledy. Obrátí se na detektiva inspektora Erica Wardlea se jmény čtyřech možných podezřelých. Mezi nimi figuruje i Strikův nevlastní otec, kterého v minulosti podezřívali z předávkování Strikovy matky Ledy. Jelikož ale policie postupuje jiným směrem, než Strike předpokládal, zahajuje spolu s Robin vlastní paralelní vyšetřování.
Do příběhu vstupují i osobní problémy obou hlavních postav, zejména Robin, jejíž snoubenec Matthew neschvaluje práci, kterou jeho nastávající dělá. Během jedné z hádek vyjde najevo, že ji Matthew v minulosti podváděl, a jejich vztah tak čelí krizi.

## Hlavní postavy
Cormoran Strike – veterán z války v Afghánistánu a bývalý vyšetřovatel ze Speciální vyšetřovací jednotky (SIB). Odešel z armády do výsluhy poté, co při bombovém útoku přišel o část pravé nohy.
Robin Ellacott – Strikova asistentka (původně sekretářka). Právě dokončila Strikem placený kurz kriminálního vyšetřování.
Donald Laing – Skot, který dříve sloužil v armádě a tam se také poprvé setkal se Strikem.
Noel Brockbank – bývalý major z Barrow-in-Furness, který sloužil jak v první válce v Zálivu, tak v Bosně. Stal se Strikovým dlouholetým nepřítelem.
Terence 'Hrobař' Malley – profesionální gangster a člen Harringayova gangu.
Jeff Whittaker – nevlastní otec Cormorana Strika a vdovec po Strikově matce Ledě.
Kudla – přezdívka bývalého Strikova spolubydlícího a "bratra", o kterému Leda zachránila život. Za peníze je ochoten pomoci Strikovi a Robin prakticky s čímkoliv.
Eric Wardle – policejní inspektor, který měl původně na starosti případ uříznuté nohy. Se Strikem si udržuje přátelství i po událostech z předchozích dvou románů. Z vyšetřování případu se stahuje po nečekané smrti svého bratra, kterého srazí auto.
Roy Carver – inspektor, který ve vyšetřování nahradí Wardlea. Byl vyšetřovatelem, který měl na starosti případ Luly Landry a který stále chová zášť vůči Strikovi.
Matthew Cunliffe – snoubenec Robin, kterému se nelíbí, že Robin pracuje pro Strika, a nevěří, že jejich vztah je čistě pracovní.

## Literární kritika
Kritička Christobel Kentová označila v The Guardian román za „praštěný, ale příjemný, vyprávění závratně bohaté na postavy, místa a detaily, a neúnavně a neúprosně konkrétní“. Shrnula jej slovy: „celé je to podáno s takovým elánem a hlavně s takovou sebejistotou, s jakou se drží bláznivě chytré zápletky, že většina rozumných čtenářů knize jednoduše propadne a bude se z ní radovat.“
Dne 30. května 2016 byl román Ve službách zla nominován spolu s dalšími pěti detektivními příběhy na titul Theakston's Old Peculier Crime Novel, což je jedno z nejlepších britských ocenění za detektivní žánr.
Recenze v českém prostředí vyznívají poměrně uznale. Boris Hokr sice mluví o „ne zcela využitém potenciálu“ a „nejdelším, leč nejslabším dílu“, ale na druhou stranu oceňuje, že se autorka drží „mile starosvětského přístupu“. Pavel Mandys naopak cítí posun žánru na hranici s thrillerem, který by si ale zasloužil víc akce. Oceňuje způsob, jakým Rowlingová dovede napsat postavy a vymyslet jejich minulost. Poukazuje rovněž na to, že romantická linka, která se táhne příběhem, akcentuje možná více než ta detektivní. Krisitna Bílá kladně hodnotí fakt, že Rowlingová „nechává vyprávět vraha, který se netají svými úchylkami ani detailními popisy, jaké extatické pocity mu vražda přináší“. Upozorňuje také na to, že i přes mužský pseudonym lze za textem vycítit ženskou autorku, která „nazlobeně, zato nijak teatrálně ani ukřivděně, hovoří o ženském postavení na pracovním trhu, o roli žen jako obětí násilných trestných činů, o jejich znásilnění nebo o fyzickém či psychickém týrání“.

## Pokračování
V březnu 2017 zveřejnila Rowlingová na svém twitterovém účtu nápovědu, podle níž měli čtenáři hádat název čtvrté knihy této série. Jeden z fanoušků název uhodl a Rowlingová prozradila, že název následující knihy bude Smrtící bílá.
Dne 23. března 2018 Rowlingová na Twitteru oznámila, že rukopis Smrtící bílá je dokončen.

## Další média

### Televize
Dne 10. prosince se dostala na veřejnost zpráva, že se pro BBC One chystá adaptace románů o Cormoranu Strikovi, počínaje prvním dílem The Cuckoo's Calling (Volání kukačky). Adaptace natočila produkční společnost Rowlingové, Brontë Film and Television a spisovatelka působila spolu s Neilem Blairem a Ruth Kenley-Lettsovou jako výkonná producentka seriálu. Scénář k prvnímu dílu Volání kukačky je dílem Bena Richardse, scénáře pro druhý a třetí díl (Hedvábník,Ve službách zla) napsal Tom Edge. Režie Volání kukačky se ujal Michael Keillor, druhý díl, Hedvábník, vznikl pod vedením Kierona Hawkese a Charles Sturridge režíroval třetí část, Ve službách zla. Produkce se ujala Jackie Larkinová.
Na podzim 2016 se rozhodlo o hlavních postavách: roli Cormorana Strikea získal Tom Burke  jeho asistentku Robin ztvárnila Holliday Graingerová. 